# Мульманколь (станция метро)
«Мульманколь» (кор. 물만골) — подземная станция Пусанского метро на Третьей линии. Она представлена двумя боковыми платформами. Станция обслуживается Пусанской транспортной корпорацией. Расположена в квартале Йонсандон муниципального района Йонджегу города-метрополиса Пусан (Республика Корея). На станции установлены платформенные раздвижные двери.
Название станции происходит от название маленького квартала Мульманколь, который находится в 1.5 км от станции. «Мульманколь» переводится «селение многих вод», потому что оно находится в ущелье горы Хваннёнсан. С 2002 года Мульманколь является «Лучшем природно-экологическом кварталом» Республики Корея. От станции до Мунмальколя можно поехать на автобусе в районе Йондже-гу №1.
Станция была открыта 28 ноября 2005 года.
Рядом с станцией расположены:
- Мульманколь
- Администрация района Йондже-гу
- Начальная школа Йонсан
- Рынок Йонсан